# Dunkelrückentapaculo
Der Dunkelrückentapaculo (Scytalopus micropterus, Syn.: Agathopus micropterus), auch Nördlicher Schieferrückentapaculo genannt, zählt innerhalb der Familie der Bürzelstelzer (Rhinocryptidae) zur Gattung Scytalopus.
Früher wurde die Art als Unterart (Ssp.) des Rotbauchtapaculo (Scytalopus femoralis) angesehen.
Die Art kommt in den östlichen Anden in Ecuador, Kolumbien und im äußersten Norden Perus sowie umschrieben im Valle del Río Magdalena (Magdalena Valley) vor.
Das Verbreitungsgebiet umfasst Unterholz in tropischen oder subtropischen feuchten Bergwäldern und häufig Sekundärwäldern zwischen 1200 und 2300 bzw. 2800 m Höhe. Weiter oberhalb findet sich der Lebensraum des Ecuador-Rostflankentapaculos (Scytalopus spillmanni) bzw. im äußersten Süden des Verbreitungsgebietes des Bambustapaculos (Scytalopus parkeri), in geringeren Höhen besteht eine breite Überschneidung mit dem Nördlichen Weißstirntapaculo (Scytalopus atratus). Die Art bevorzugt mikrophylle Vegetation.
Das Artepitheton kommt von  μικρός mikrós, deutsch ‚klein‘ und altgriechisch πτερόν pterón, deutsch ‚Flügel‘.

## Merkmale
Der Vogel ist mit 13 cm relativ groß für einen Tapaculo. Gegenüber anderen Vertretern der Gattung ist der Schwanz relativ lang, ansonsten ist er wie andere auch dunkelgrau mit braun gebänderten Flanken. Das Männchen wiegt zwischen 27 und 33 g, ist auf der Oberseite grau bis schwärzlich-grau, der Rumpf ist dunkelbraun, der Schwanz schwärzlich. Die Iris ist dunkelbraun, der Schnabel schwärzlich graubraun bis schwarz, die Füße matt braun. Das Weibchen ist weniger gefärbt mit etwas Braun auf der Unterseite und mitunter stärker kontrastierte Bänderung der Flanken.
Die Art ist monotypisch.

## Stimme
Der Gesang wird als plötzlicher Doppellaut „ka-kow“ beschrieben, der pausenlos schneller als 1/s über mehrere Minuten wiederholt wird.

## Lebensweise
Die Nahrung besteht aus Insekten, die auf oder dicht über dem Erdboden gesucht werden.
Über die Brutzeit ist wenig bekannt.

## Gefährdungssituation
Der Bestand gilt als nicht gefährdet (Least Concern).